# St. Ägidius (Kirchstein)

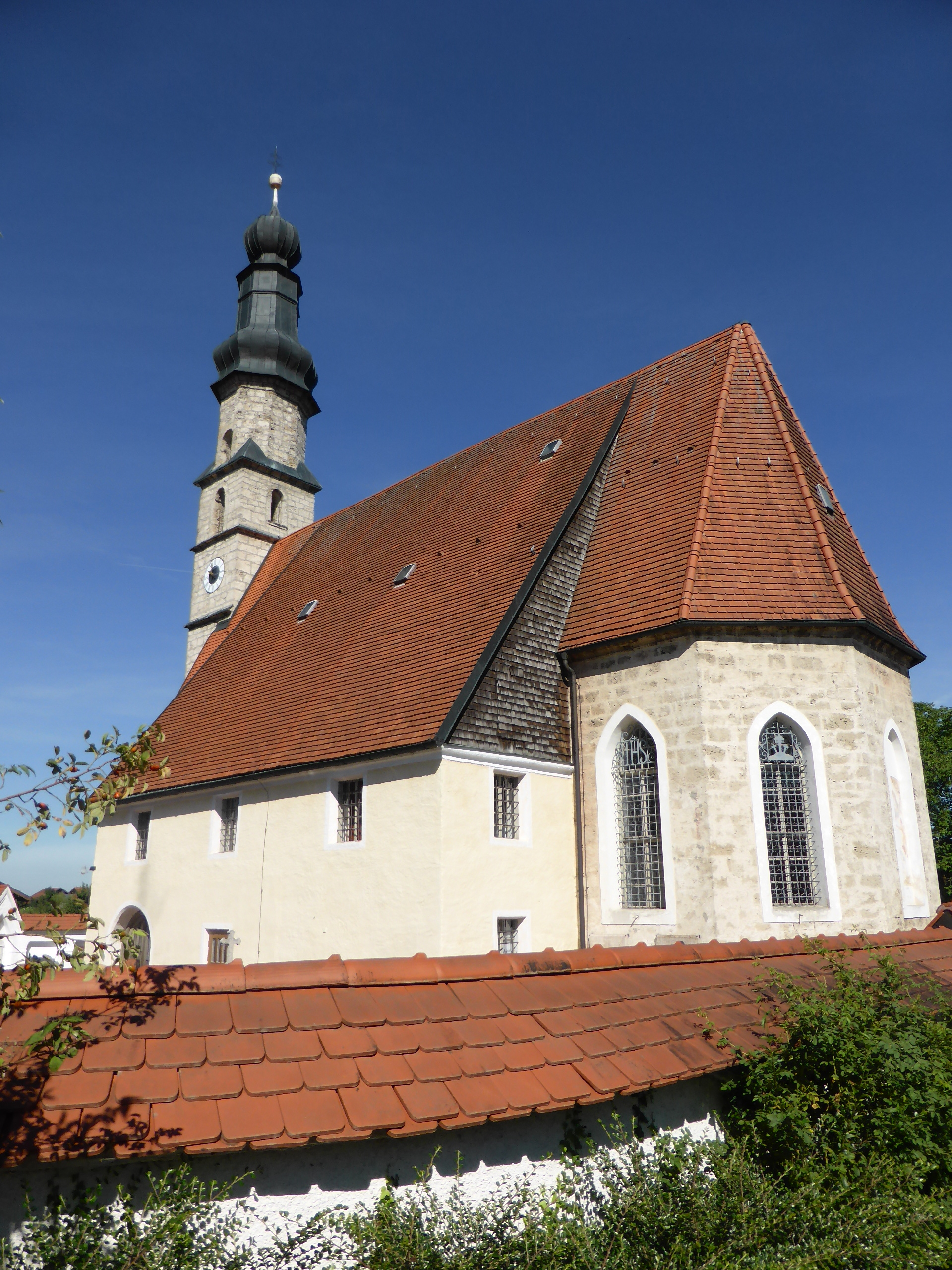
Katholische Kirche St. Ägidius von Kirchstein

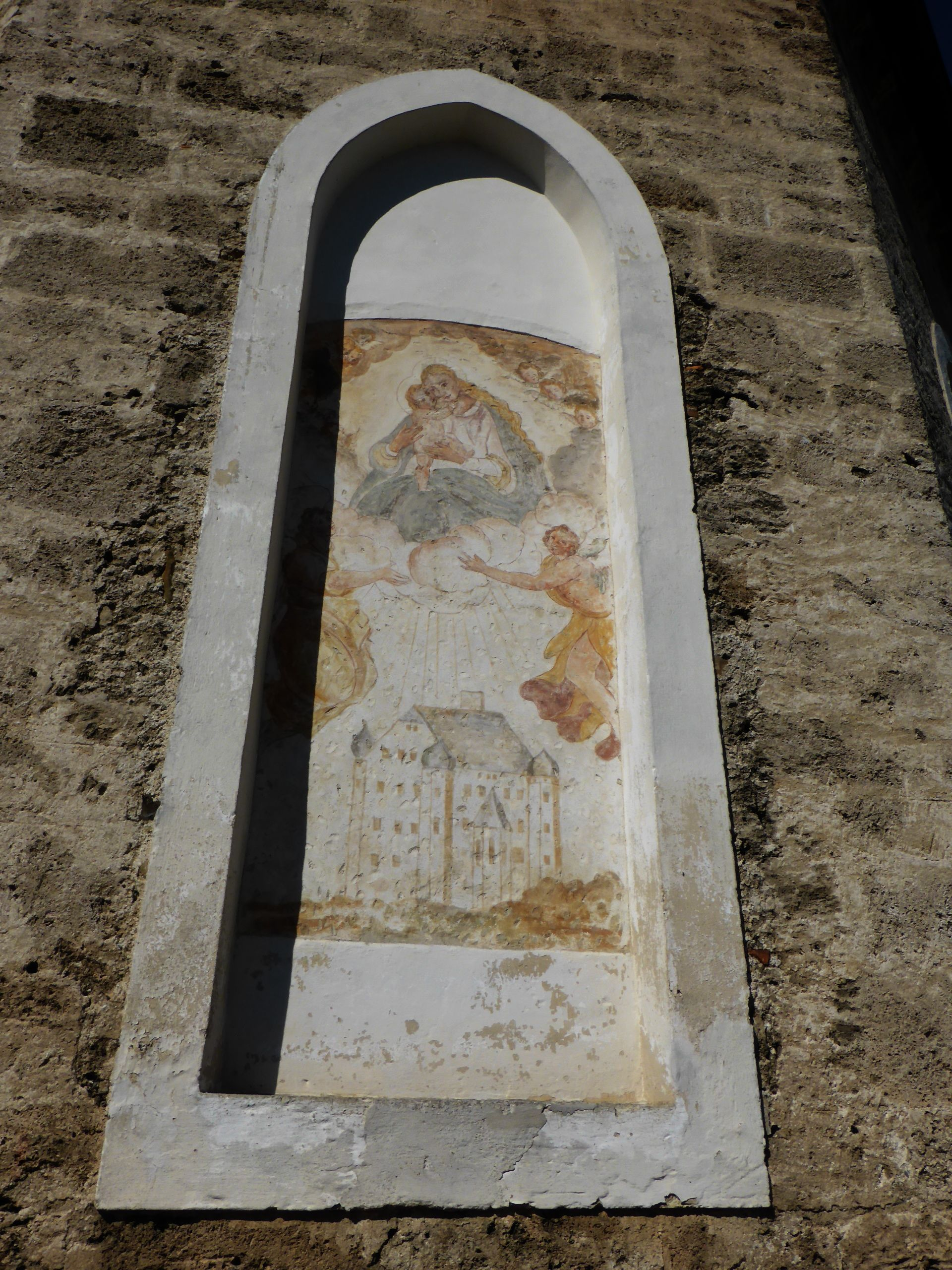
Fresko des Schlosses Lampoding auf der Rückseite der Kirche von Kirchstein

Die Kuratiekirche St. Ägidius im Gemeindeteil Kirchstein (Kirchenweg 14) der Gemeinde Kirchanschöring ist dem heiligen Aegidius geweiht.

## Geschichte
Die Kirche dürfte von den Lampo(t)dingern errichtet worden sein. Sie wird erstmals 1335 als Filialkirche des Augustiner-Chorherrenstiftes St. Zeno von Reichenhall erwähnt. Mitte des 15. Jahrhunderts ist die Kirche in ihrer heutigen Form als Grablege der Lampodinger errichtet worden. 1691 erhielt der aus der Spätgotik stammende Turm einen oktogonalen Aufsatz mit einer langgestreckten Doppelzwiebel. An der Ostseite ist in der Nische eines zugemauerten Fensters das um 1750 entstandene Fresko mit dem einzigen Bild des Schlosses Lampoding angebracht, darüber ist das Passauer Gnadenbild der „Maria Hilf“. Die zweigeschossige angebaute Sakristei wurde 1829 mit Steinen der abgebrochenen Lampodinger Schlossmauer errichtet. An der Südseite befindet sich ein Portalvorbau mit einem spitzbogigen Steinportal mit Birnstabprofil und reichen Türbeschlägen mit einem Zugring aus der Erbauungszeit. An der Westseite ist ein glasiertes Tonrelief von „Christus am Kreuz“. Im ehemaligen Beinhaus ist ein Grabdenkmal aus rotem Adneter Marmor für Anna Keutzl, der Ehefrau des Friedrich von Lampoting.
Um 1619 und um die Mitte des 18. Jahrhunderts wurden Langhaus und Chorraum figürlich bemalt. Diese Malerei wurde 1951 bei einer Renovierung teilweise freigelegt. Dabei wurde eine 1861 erfolgte neugotische Raumfassung beseitigt, ebenso wurden die beiden neugotischen Seitenaltäre entfernt. Bei der letzten Renovierung 1994/98 wurden die barocken Figuren von der neugotischen Fassung befreit und der ursprüngliche Altaraufbau rekonstruiert.
Im Bereich der St. Ägidius-Kirche wurden untertägige spätmittelalterliche und frühneuzeitliche Befunde gesichert.

## Bau und Ausstattung
Das Langhaus besitzt drei Joche, an der sich der eingezogene ebenfalls dreijochige Chorraum mit drei Seiten eines Achtecks anschließt. Das Netzgewölbe besitzt keinen Schlussstein, es ruht auf Wandpfeilern und Runddiensten. Die Schnittpunkte der Rippen sind mit Rankenmalerei verziert. Im Westen schließt eine im 19. Jh. erweiterte Orgelempore mit neugotischem Holzmaßwerk die Kirche ab.
Der neugotische Hochaltar stammt von Franz Xaver Hörmann aus dem  Ortsteil Burg von Tengling. Das Altarbild zeigt den Hl. Ägidius als Abt mit einer Hirschkuh. Rechts und links stehen lebensgroße Figuren unter Baldachinen der Salzburger Bistumsheiligen  Rupert (mit dem Salzfass) und Virgil. Sie sind Reste des 1758 von Richard Högner aus Tittmoning geschaffenen Hochaltares. Den drehbaren Tabernakel zieren drei auf die Eucharistie bezogene Reliefs, die von Johann Georg Itzlfeldner aus Tittmoning 1788 geschaffen wurden: Mannawunder, Christus am Kreuz und Abendmahl. An der Chorwand stehen auf Konsolen Figuren des Hl. Nikolaus mit den goldenen Kugeln und des Hl. Ulrich, geschaffen vom Salzburger Bildhauer Simeon Frieß. An der Südseite ist das Grabdenkmal für den Schlossbesitzer Johann Christoph Perner von Rettenwörth von 1629. Die Sakristeitür von 1651 mit reichem schmiedeeisernem Lilienbeschlag weist noch ursprüngliche Farbspuren auf. In einem Joch ist eine moderne Kopie der Krakauer Madonna von Lucas Cranach dem Älteren angebracht. An der Nordseite befindet sich eine Wandmalerei von 1619 mit sechs Szenen aus dem Leben des Heiligen Ägidius. An den Seiten des Chorbogens stehen die Wetterpatrone Johannes (links) und Paulus. An der Nordseite des Langhauses ist eine Figur des  Hl. Josef von einem ehemaligen Seitenaltar. Über dem Eingangsportal steht eine Figur des St. Leonhard, die 1680 von Sigmund Högner geschnitzt wurde.
Die Orgel wurde 1979 vom Orgelbauer Hermann Öttl aus Salzburg grundlegend restauriert. Der Altartisch und neue Ambo wurden im Jahr 2000 von dem Laufener Friedrich Koller gestaltet und von Weihbischof Franz Dietl eingeweiht.